# Нікколо Фігарі
Нікколо Фігарі (італ. Niccolò Figari, 24 січня 1988) — італійський ватерполіст. Чемпіон світу з водних видів спорту 2011, 2019 років.